# Ferenc Toldy

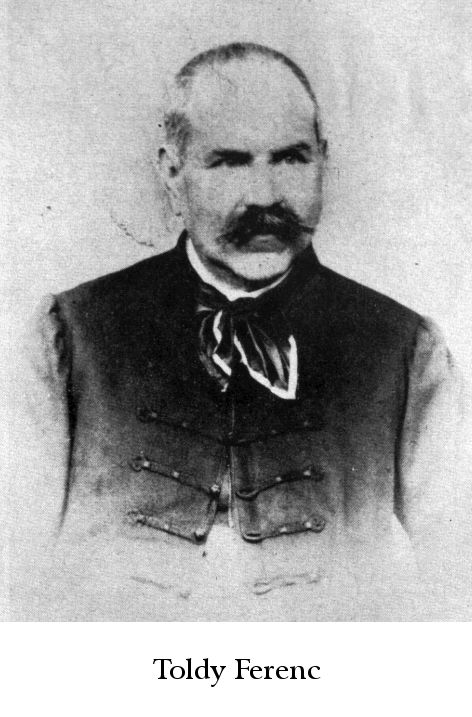
Ferenc Toldy.

Ferenc Toldy (hette ursprungligen Schedel), född 10 augusti 1805 i Buda, död 10 december 1875 i Budapest, var en ungersk litteraturhistoriker. 
Toldy, som hade tyska föräldrar, greps tidigt av entusiasm för den ungerska nationella saken och den ungerska litteraturen. Han studerade till läkare, blev medicine doktor 1829 och efter vidsträckta utländska resor med vetenskapligt och litterärt ändamål 1833 professor i dietetik vid universitetet i Pest. År 1843 blev han universitetsbibliotekarie, 1850 docent i estetik och allmän litteraturhistoria och 1861 professor i ungerska språket och litteraturen vid samma universitet. 
Toldy var sekreterare i Ungerska vetenskapsakademien 1835–61 och den huvudsaklige stiftaren (1836) av Kisfaludysällskapet. Toldy, kallas "den ungerska litteraturhistoriens fader", utvecklade en synnerligen omfattande verksamhet som medicinsk, men framför allt estetisk och litteraturhistorisk skriftställare, utgivare av äldre och yngre ungerska författares arbeten och källskrifter till Ungerns historia samt bland annat ordboksutgivare, tidskriftsredaktör, översättare och minnestalare samt drev en outtröttlig propaganda i den ungerska litteraturens, litteraturhistoriens och över huvud taget nationalismens tjänst. 
Så utgav han bland annat József Bajzas, Dániel Berzsenyis, Mihály Csokonai Vitéz, Ferenc Faludis, Ferenc Kazinczys, Károly Kisfaludys, Ferenc Kölcseys och Ferenc Verseghys arbeten, redigerade 1837–43 den skönlitterära tidskriften "Athenaeum", utgav bland annat en brett anlagd ungersk litteraturhistoria, A magyar nemzeti irodalom története (forntiden och medeltiden; två band, 1851; flera upplagor), den ungerska poesins historia, A magyar költészet története (två band, 1854; tysk översättning 1863) och en stor ungersk antologi, Magyar költészet kézikönyve (två band, 1855–57; ny upplaga i fem band 1876).